# Filipijnse vliegende hond
De Filipijnse vliegende hond (Acerodon jubatus) is een soort uit de familie van de vliegende honden die alleen voorkomt in de Filipijnen. Er wordt gezegd dat dit de grootste vleermuis ter wereld is.

## Algemeen
De Filipijnse vliegende hond is een nachtdier. Hij weegt ongeveer 1,2 kg. Zijn vleugels hebben een spanwijdte van zo'n 1,5 meter en hij kan afstanden tot wel 40 km vliegen voor voedsel.
Onderzoek heeft aangetoond dat de inmiddels uitgestorven soort Acerodon lucifer morfologisch gezien niet te onderscheiden is van de Acerodon jubatus en daarom tot deze soort gerekend dient te worden.

## Verspreiding en leefgebied
Deze soort komt in het hele land voor met uitzondering van Palawan, de Batan-eilanden en de Babuyan-eilanden. Ze komen voor in kolonies van maximaal 5000 exemplaren in laaggelegen bossen en oerwouden.
Het aantal loopt terug als gevolg van ontbossing en de jacht op deze soort. Als gevolg hiervan wordt de Filipijnse vliegende hond nu beschouwd als een bedreigde diersoort.

## Voedsel
De Filipijnse vliegende hond eet voornamelijk fruit, met een voorkeur voor rijpe vijgen.
Acerodon celebensis · Acerodon humilis · Filipijnse vliegende hond · Acerodon leucotis · Acerodon mackloti